# Жермен Жігунон
Жермен Жігунон (нар. 20 квітня 1989) — колишній бельгійський тенісист.
Найвищу одиночну позицію світового рейтингу — 185 місце досяг 17 серпня 2015, парну — 253 місце — 23 березня 2015 року.
Завершив кар'єру 2019 року.

## Фінали за кар'єру

### Челленджери і ф'ючерси (23)
| Легенда               |
| --------------------- |
| ATP Челленджери (0-1) |
| ITF Ф'ючерс (15–7)    |

| Результат | Ранг | Дата             | Турнір                | Покриття | Суперник                | Рахунок            |
| --------- | ---- | ---------------- | --------------------- | -------- | ----------------------- | ------------------ |
| Поразка   | 1.   | 15 вересня 2008  | Греція F4, Греція     | Тверде   | Давід Ґоффен            | 1–6, 2–6           |
| Перемога  | 2.   | 22 серпня 2011   | Бельгія F8, Бельгія   | Ґрунт    | Так Хун Ванґ            | 6–3, 6–4           |
| Перемога  | 3.   | 19 вересня 2011  | Хорватія F9, Хорватія | Ґрунт    | Кевін Кравіц            | 2–6, 6–2, 6–3      |
| Перемога  | 4.   | 9 липня 2012     | Бельгія F3, Бельгія   | Ґрунт    | Хуан Карлос Саес        | 6–4, 7–6(7–1)      |
| Поразка   | 5.   | 20 серпня 2012   | Бельгія F9, Бельгія   | Ґрунт    | Александр Фолі          | 7-6(4-7), 4–6      |
| Перемога  | 6.   | 14 квітня 2013   | Греція F3, Греція     | Тверде   | Алексі Мусялек          | 6–0, 4–6, 7–6(7–5) |
| Перемога  | 7.   | 22 квітня 2013   | Греція F4, Греція     | Тверде   | Кіммер Коппеянс         | 6–3, 7–5           |
| Перемога  | 8.   | 27 травня 2013   | Болгарія F3, Болгарія | Ґрунт    | Ґжеґож Панфіл           | 2–6, 7–5, 7–6(7–6) |
| Поразка   | 9.   | 8 липня 2013     | Франція F12, Франція  | Ґрунт    | Яннік Ретер             | 4–6, 0–6           |
| Перемога  | 10.  | 26 серпня 2013   | Бельгія F11, Бельгія  | Ґрунт    | Ешлі Г'юїтт             | 6–1, 6–1           |
| Перемога  | 11.  | 14 квітня 2014   | Єгипет F14, Єгипет    | Ґрунт    | Гліб Сахаров            | 4–6, 6–1, 6–2      |
| Поразка   | 12.  | 12 травня 2014   | Єгипет F18, Єгипет    | Ґрунт    | Адам Павласек           | 6–2, 0–6, 2–6      |
| Перемога  | 13.  | 8 вересня 2014   | Бельгія F15, Бельгія  | Ґрунт    | Жульєн Каньїна          | 6-4, 7-6(7–3)      |
| Поразка   | 14.  | 3 листопада 2014 | Tunisna F6, Tuniaia   | Тверде   | Алессандро Бега         | 1-6, 2–6           |
| Поразка   | 15.  | 20 квітня 2015   | Сантус, Бразилія      | Ґрунт    | Блаж Рола               | 3–6, 6–3, 3–6      |
| Перемога  | 16.  | 1 травня 2016    | Угорщина F2, Угорщина | Ґрунт    | Каміл Майхшак           | 6-4, 6-3           |
| Перемога  | 17.  | 8 травня 2016    | Угорщина F3, Угорщина | Ґрунт    | Зденек Коларж           | 6-1, 6-0           |
| Перемога  | 18.  | 29 травня 2016   | Болгарія F2, Болгарія | Ґрунт    | Давід Перес Санс        | 7-6(7–4), 6-3      |
| Поразка   | 19.  | 5 червня 2016    | Болгарія F3, Болгарія | Ґрунт    | Педро Мартінес          | 3-6, 1-6           |
| Перемога  | 20.  | 30 жовтня 2016   | Греція F7, Греція     | Тверде   | Домінік Келловський     | 6-4, 6-4           |
| Перемога  | 21.  | 18 березня 2018  | Іспанія F6, Іспанія   | Ґрунт    | Марко Трунгелліті       | 6-4, 6-3           |
| Поразка   | 22.  | 3 вересня 2018   | Іспанія F26, Іспанія  | Ґрунт    | Едуард Естеве Лобато    | 3-6, 0-1           |
| Перемога  | 23.  | 8 жовтня 2018    | Іспанія F31, Іспанія  | Ґрунт    | Ніколас Санчес Іскіердо | 6-7, 6-2, 6-1      |